# Eduard Georg von Bethusy-Huc

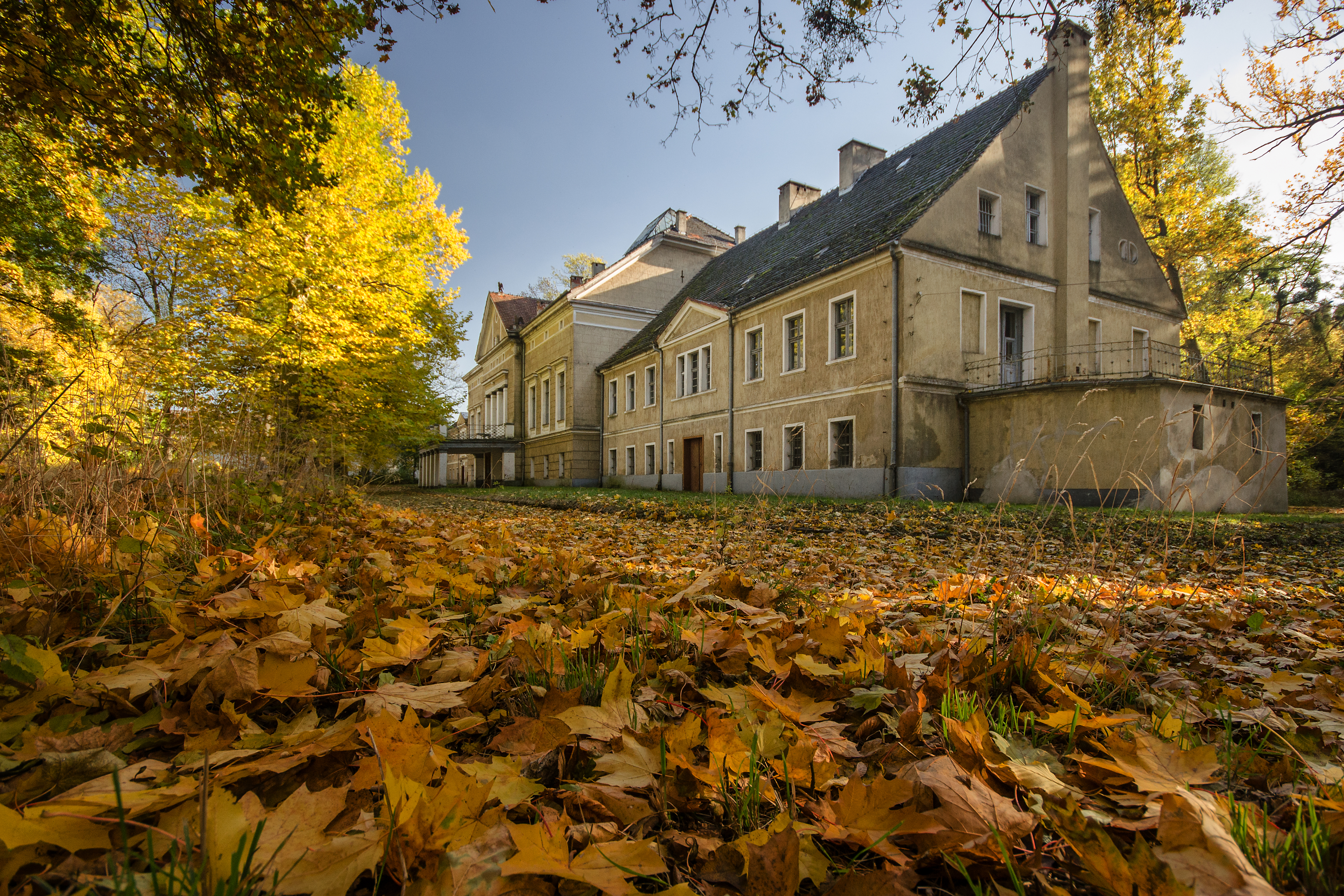
Gut Bankau

Eduard Georg von Bethusy-Huc, född 3 september 1829, död 19 november 1893, var en tysk greve och politiker.
Bethusy-Huc tillhörde den preussiska andra kammaren 1862-1879 och var dess andre vice president 1874-1879. Han var en av den tyska enhetstanken och Bismarcks hängivnaste anhängare, grundade 1866 det så kallade frikonservativa partiet ("Deutsche Reichspartei") och var till 1880 medlem av den tyska riksdagen.